# Боян Ілієвський
Боян Ілієвський (мак. Бојан Илиевски, нар. 1 вересня 1999, Битола) — македонський футболіст, захисник клубу «Струга» та національної збірної Північної Македонії. Виступав також за низку інших македонських клубів.

## Клубна кар'єра
Боян Ілієвський народився 1999 року в місті Битола, та є вихованцем футбольної школи місцевого клубу «Пелістер». У 2018 році Ілієвський розпочав грати в основній команді клубу, в якій виступав до 2021 року, взявши участь у 73 матчах чемпіонату. Протягом 2021—2022 років футболіст грав у складі клубу «Работнічкі».
У 2022 році Боян Ілієвський став гравцем клубу «Македонія Гьорче Петров», у якому грав до 2024 року. З 2024 року футболіст грає у складі клубу «Струга».

## Виступи за збірні
У 2020 році Боян Ілієвський зіграв 2 матчі у складі молодіжної збірної Північної Македонії. З 2022 року Ілієвський грає у складі національної збірної Північної Македонії. Станом на середину червня 2025 року футболіст зіграв у складі національної збірної 5 матчів, у яких забитими голами не відзначився.